# Aidomyia glabrifrons
Aidomyia glabrifrons är en tvåvingeart som beskrevs av James 1977. Aidomyia glabrifrons ingår i släktet Aidomyia och familjen vapenflugor. Inga underarter finns listade i Catalogue of Life.